# كيمياء حيوية متعامدة
الكيمياء الحيوية المتعامدة (بالإنجليزية: Bioorthogonal chemistry)‏ يشير المصطلح إلى أي تفاعل كيميائي يمكن أن يحدث داخل الأنظمة الحية دون التدخل في العمليات البيوكيميائية الأصلية. صاغ المصطلح عالمة الكيمياء كارولين بيرتوزي في عام 2003. منذ تقديمه، أتاح مفهوم التفاعل الحيوي المتعامد دراسة الجزيئات الحيوية مثل الجليكان والبروتينات والدهون في الوقت الفعلي في الأنظمة الحية الخالية من السمية الخلوية. تم تطوير عدد من استراتيجيات الربط الكيميائي التي تفي بمتطلبات التعامد الحيوي، بما في ذلك الحلقية ثنائية القطب 1,3 بين الأزيدات والسيكلوكتين (وتسمى أيضًا الكيمياء النقرية الخالية من النحاس)، بين النيترونات والسيكلوكتين، أكسيم/هيدرازون من الألدهيدات والكيتونات، ربط التترازينات، تفاعل نقري المعتمد على الإيزوسيانيد، ومؤخراً الربط الرباعي الحلقي.